# تشارلي ريس
تشارلي ريس (بالإنجليزية: Charley Reese)‏ هو صحفي أمريكي، ولد في 29 يناير 1937 في واشنطن في الولايات المتحدة، وتوفي في 21 مايو 2013 في أورلاندو في الولايات المتحدة.